# Mogoșești
Mogoşeşti es una comuna ubicada en el distrito de Iași, Rumania.

## Superficie
Cuenta con una superficie de 69,23 kilómetros cuadrados.

## Demografía
Hasta 2021 la población era de 4706 habitantes, con una densidad de población de 67,98 habitantes por kilómetro cuadrado.